# Troll 2
Troll 2 is een Italiaans-Amerikaanse film uit 1990. Hoewel de film Troll uit 1986 niks met deze film te maken had werd het toch gepromoot als een vervolgfilm. De film kreeg een cultstatus door zijn slechte kwaliteit en wordt regelmatig gezien als een van de slechtste films ooit gemaakt. In 2009 kwam er een documentaire genaamd Best Worst Movie uit die over de film ging.

## Plot
Een familie gaat op vakantie naar een stadje vol slechte vegetarische goblins.

## Rolverdeling
| Acteur             | Personage                 |
| ------------------ | ------------------------- |
| Michael Stephenson | Joshua Waits              |
| George Hardy       | Michael Waits             |
| Margo Prey         | Diana Waits               |
| Connie Young       | Holly Waits               |
| Robert Ormsby      | Opa Seth                  |
| Deborah Reed       | Creedence Leonore Gielgud |
| Jason Wright       | Elliott Cooper            |
| Darren Ewing       | Arnold                    |
| Jason Steadman     | Drew                      |
| David McConnell    | Brent                     |
| Gary Carlston      | Sheriff Gene Freak        |